# 4213 Njord
4213 Njord este un asteroid din centura principală, descoperit pe 25 septembrie 1987 de Poul Jensen.